# Шарлоттенлунн
Шарлоттенлунн (дат. Charlottenlund) — район (bydel) коммуны Гентофте на севере Большого Копенгагена. Расположен на берегу пролива Эресунн. Южнее расположен Хеллеруп, севернее — Клампенборг.

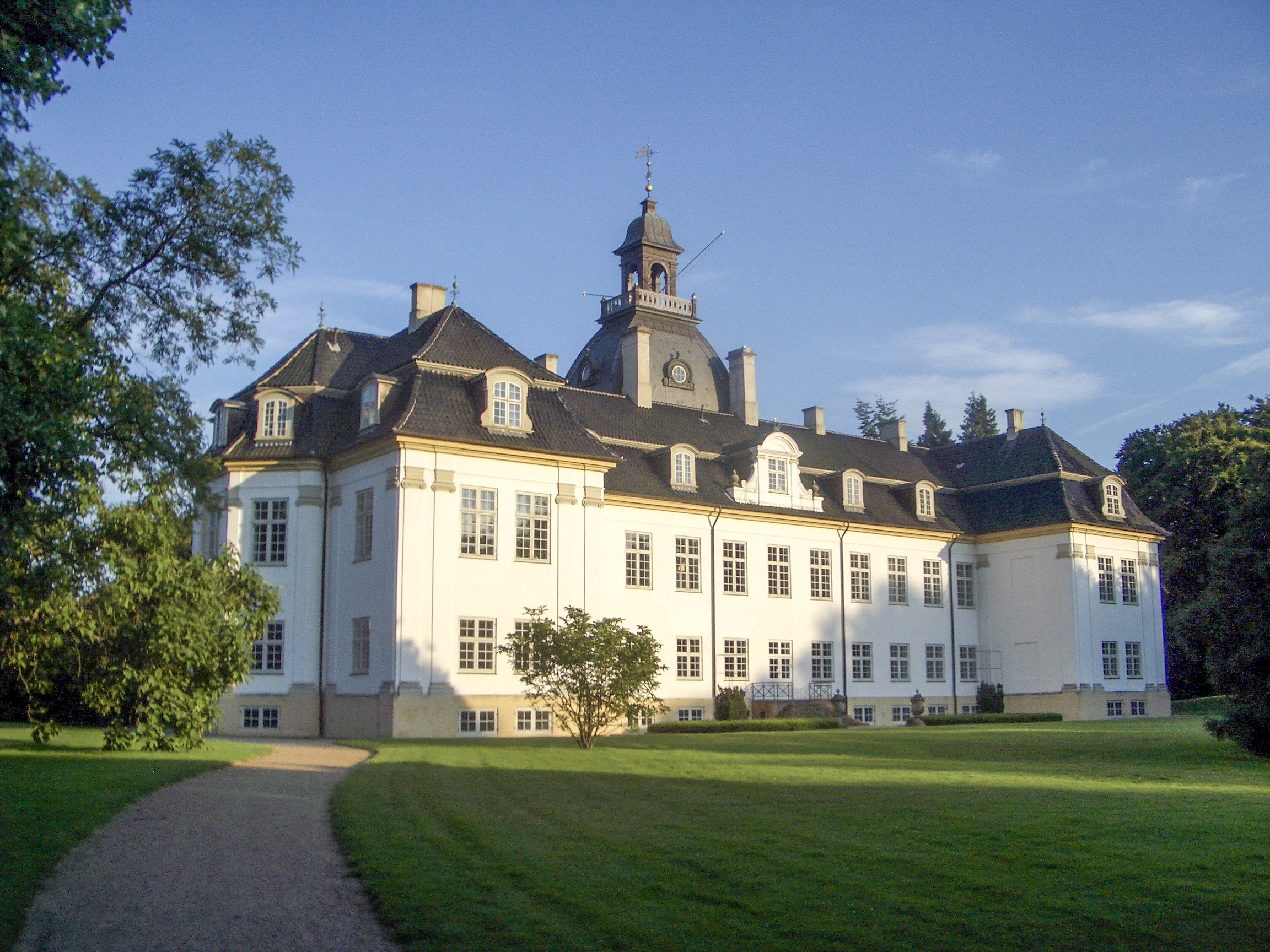
Дворец Шарлоттенлунн

В 1963 году в Шарлоттенлунне установлен памятник Кнуду Расмуссену (Knud Rasmussen monumentet) работы скульптора Поуля Сённергора (Povl Søndergaard; 1905—1986), на котором изображен список экспедиций и географических достижений Расмуссена и стихотворение Расмуссена:
Только духи неба знают;

что я встречу за горою;

Но однако ж погоняю

я собак моих вперёд, всё вперёд, вперёд!
Оригинальный текст (датск.)Ene Luftens Aander kender, 

hvad jeg møder bag ved Fjældet, 

men alligevel jeg kører mine Hunde videre frem, 

videre frem, 

videre frem.

## Дворец Шарлоттенлунн

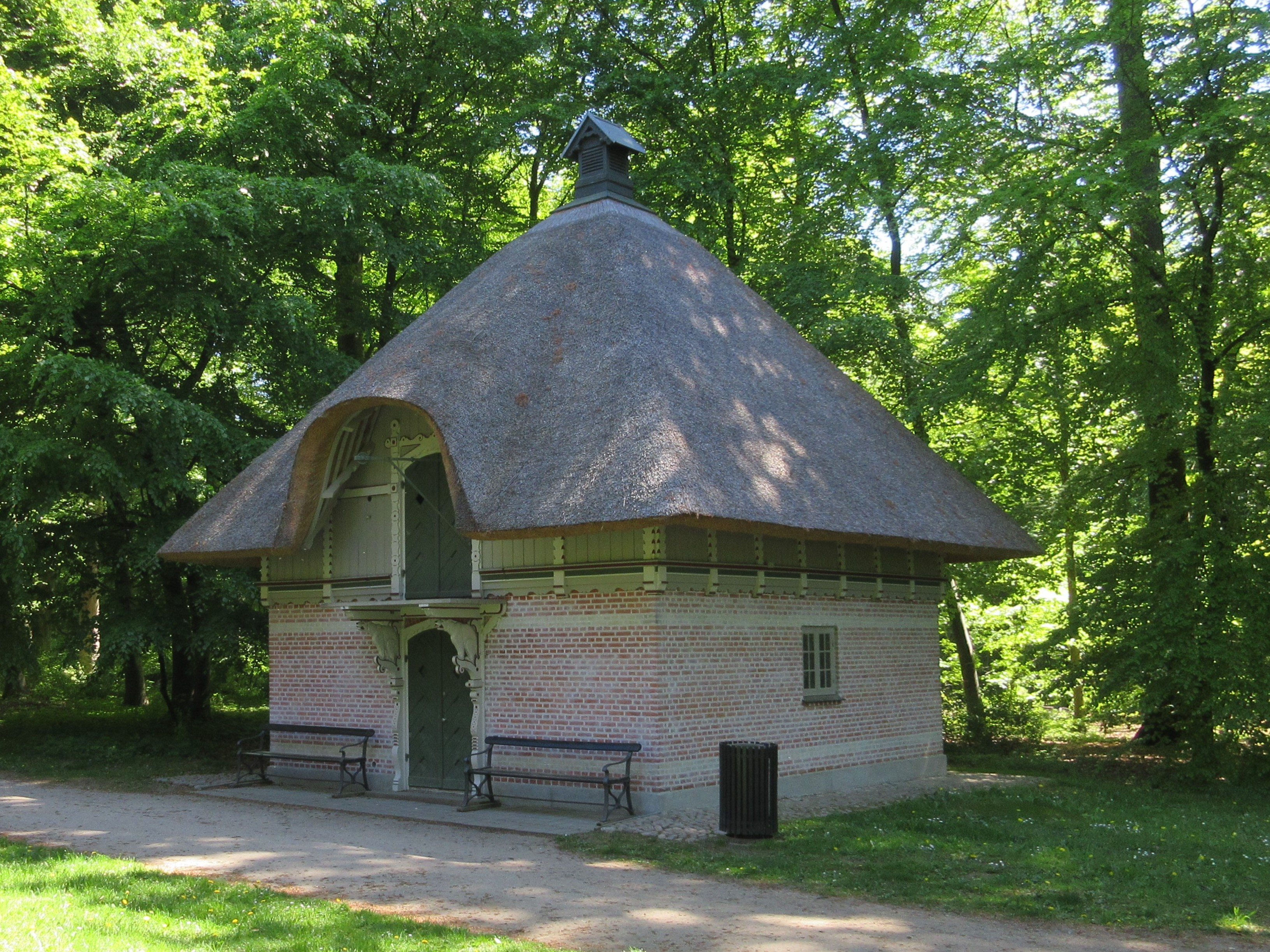
Ледник в саду дворца дворец Шарлоттенлунн

Дворец дворец Шарлоттенлунн является преемником небольшого увеселительного замка Гюлленлунн (Gyldenlund от гюллен (gylden) — «золотой» и лунн (lund) — «роща, дубрава»), перешедшего во владение датской королевской семьи в 1715 году. В 1730 году наследный принц Кристиан, будущий король Кристиан VI подарил владение своей сестре, принцессе Шарлотте Амалии. Дворец построен в 1731—1733 годах в стиле барокко. Архитектор — Й. К. Кригер. Шарлотта Амалия назвала его Шарлоттенлунн.
Вокруг дворца был сад в стиле барокко. Сад Шарлоттенлунн и Дюрехавен попеременно были модными местами для воскресных прогулок копенгагенцев вплоть до XIX века. Примерно с 1815 года в течение ряда лет модным местом был Шарлоттенлунн. В течение всего летнего сезона в саду были палатки, песни и музыка.
В 1880—1881 гг. дворец был перестроен в стиле французского неоренессанса. Был построен купол. Архитектор реконструкции — Фердинанд Мельдаль. Вокруг дворца устроен романтический ландшафтный сад. В саду находится старый ледник с резными фигурами белых медведей над входом.

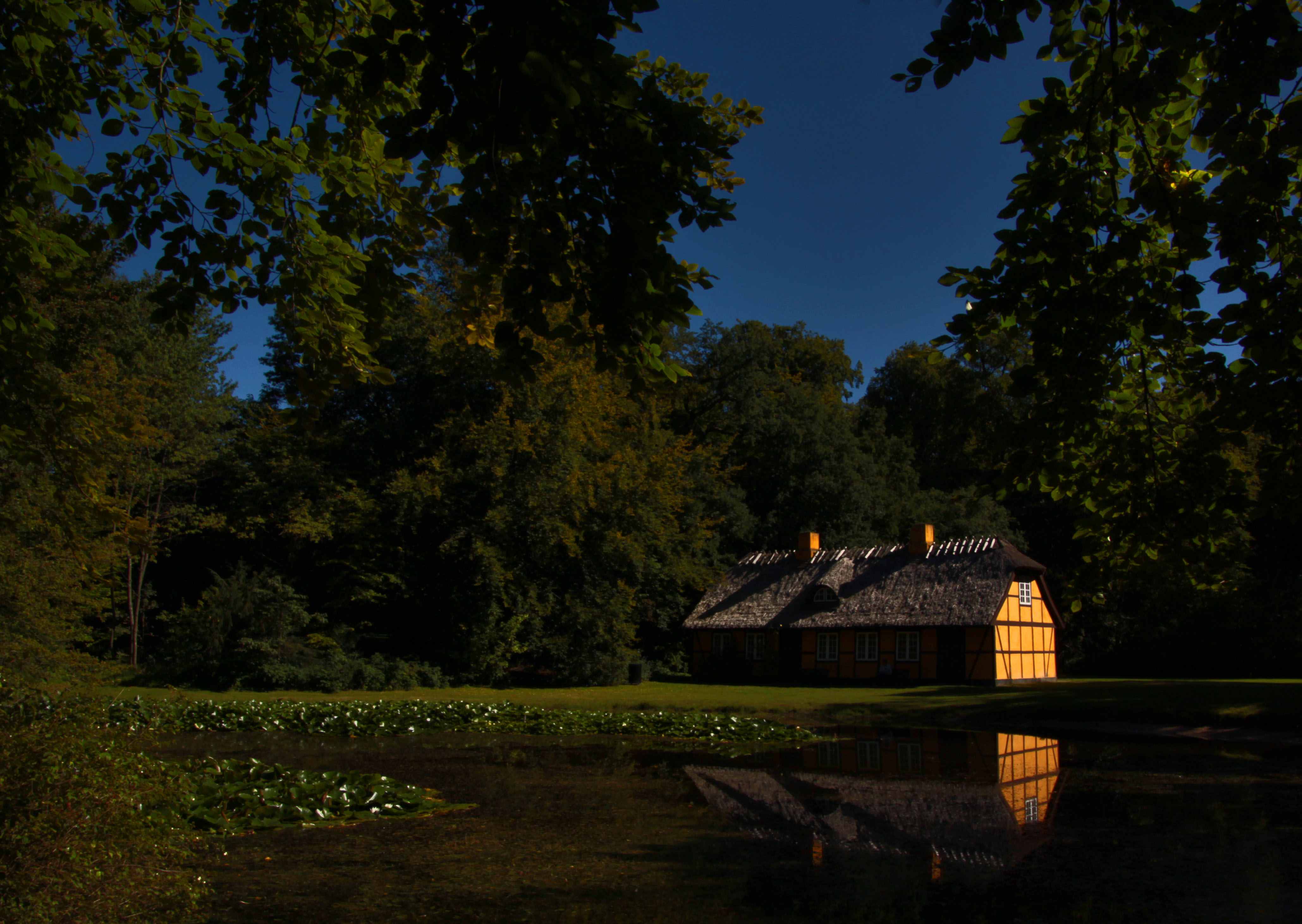
«Жёлтый дом» в саду дворца дворец Шарлоттенлунн

Достопримечательностью сада является идиллический фахверковый дом жёлтого цвета с соломенной крышей, который на протяжении многих лет использовался как прачечная и для размещения лейб-гвардии. 
Площадь дворца — 7655 м², площадь сада — 14 га. 
Дворец закрыт для публики.

## Форт Шарлоттенлунн

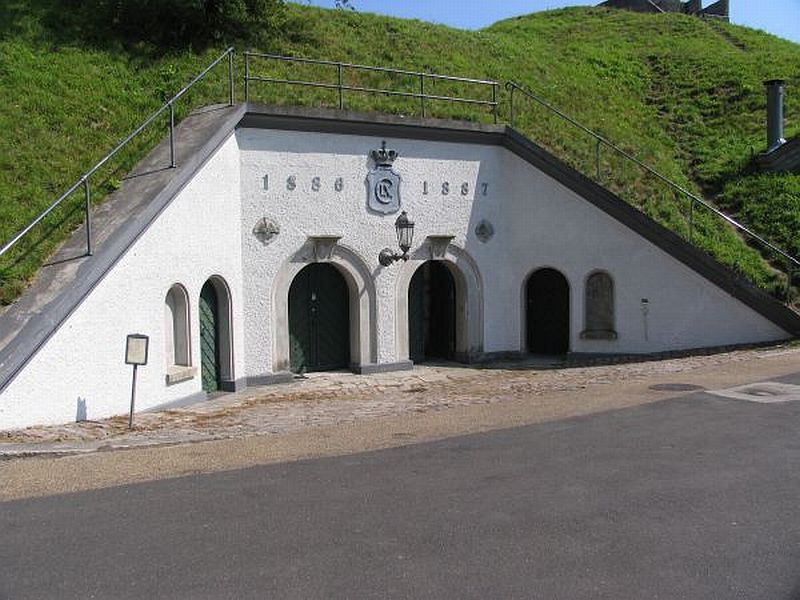
Вход в каземат форта Шарлоттенлунн

Массивный береговой форт Шарлоттенлунн (Charlottenlundfort), окружённый водяным рвом, построен как часть береговой охраны Копенгагена в ответ на сокрушительное поражение Дании от немцев в 1864 году. Форт с запада поддерживал морской форт Миддельгрунн. Вместе с фортом Шарлоттенлунн Миддельгрунн запирал вход в фарватер Холленнердюб (Голландский) в проливе Эресунн, который представлял лучшую позицию для бомбардировки с моря города и укреплений на Амагере. Первоначальным вооружением были 2 пушки калибра 11 дюймов, 2 пушки калибра 57 мм и несколько мортир. Затем были установлены 12 гаубиц калибра 290 мм.
В настоящее время форт Шарлоттенлунн является одной из площадок для отдыха копенгагенцев с пляжем, кемпингом и киосками с мороженым. Можно увидеть земляной вал, прикрытый рвом, и орудия форта.